# Emil Schult
Emil Schult (Dessau, 10 ottobre 1946) è un musicista, pittore e paroliere tedesco.

## Biografia
Il suo nome è legato principalmente alla collaborazione con la band di musica elettronica tedesca dei Kraftwerk (durata dagli anni settanta fino ai primi anni ottanta), soprattutto in veste di grafico (le copertine della maggior parte degli album pubblicati dalla band negli anni settanta sono state create da lui stesso).
Schult è stato anche, dal 1971 al 1973, membro effettivo dei Kraftwerk in qualità di bassista e chitarrista. Oltre al campo grafico, Schult collaborò anche nella stesura dei testi di alcune canzoni della band tedesca.